# Ouvre les yeux
Pour les articles homonymes, voir Open Your Eyes.
Pour plus de détails, voir Fiche technique et Distribution.
Ouvre les yeux (Abre los ojos) est un drame psychologique italo-franco-espagnol de 1997 réalisé par Alejandro Amenábar, qui l'a co-scénarisé avec Mateo Gil.
Cameron Crowe en a réalisé un remake intitulé Vanilla Sky, sorti en 2001.

## Synopsis
Dans une unité psychiatrique en prison, César, un jeune homme de 25 ans, est emprisonné pour meurtre. Un psychiatre, Antonio, est chargé par la justice de lui rendre visite pour déterminer s'il était en état de démence au moment où il a commis le crime. Les progrès du récit de César, qui prennent la forme d'une série de flashbacks, font apparaître de graves confusions dans sa perception de la réalité.
César était un garçon riche et beau, et il venait de trouver l'amour de sa vie en la personne de Sofía, lorsque son ex petite amie, Nuria, poussée par la jalousie, provoque un accident de voiture dans lequel elle meurt et laisse César horriblement défiguré.
Quelque temps après l'accident, César tente de reconquérir Sofía, mais celle-ci ne parvient pas à passer outre son visage désormais difforme.
Alors qu'il ne croit plus à rien, Sofía finit par revenir vers lui. Il est ensuite contacté par son chirurgien qui, jusque-là, prétendait ne pas pouvoir améliorer son apparence et n'avait d'autre solution à lui proposer que de porter un masque, mais qui, soudainement, lui annonce qu'il est désormais en mesure de lui faire retrouver son visage d'avant l'accident. L'opération est un succès.
Mais à partir de ce moment, sa vie devient un cauchemar, les hallucinations s'enchaînent et le désorientent un peu plus chaque fois : il se revoit avec son visage défiguré, et il voit Sofía avec le corps de Nuria. Il finit par être arrêté pour le meurtre d'une femme, Sofía d'après tout le monde, mais lui est persuadé qu'il s'agit de Nuria. Désespéré, il vient à mettre en doute son équilibre psychique et à imaginer une conspiration contre lui.
Il s'avère finalement que, peu de temps après son accident, il a signé un contrat avec Life Extension, une compagnie de cryonie, qui lui permettra, grâce à un système de réalité virtuelle, de vivre après sa mort un rêve extrêmement proche de la réalité. Ce rêve sera rattaché à sa vie de façon parfaite, effaçant ses derniers souvenirs. Il se suicide après la signature, et tout ce qui a suivi, les retrouvailles avec Sofía, l'opération, le meurtre, l'incarcération et le psychiatre, n'étaient donc qu'un rêve, un rêve qui a mal tourné.
À la fin du film, il choisit de se réveiller. On entend une infirmière lui dire : « Ouvre les yeux. », ce que lui avait dit Nuria pour le réveiller dans la première scène du film, alors qu'il était bien vivant. 

## Fiche technique
- Titre français : Ouvre les yeux
- Titre original espagnol : Abre los ojos
- Titre italien : Apri gli occhi
- Réalisation : Alejandro Amenábar
- Scénario : Alejandro Amenábar et Mateo Gil
- Musique : Alejandro Amenábar et Mariano Marín
- Direction artistique : Wolfgang Burmann
- Image : Hans Burman
- Montage : María Elena Sáinz de Rozas
- Production : Fernando Bovaira, José Luis Cuerda
  - Production associée : Ana Amigo, Andrea Occhipinti, Alain Sarde
- Sociétés de production : Canal+ España, Las Producciones del Escorpión S.L., Les Films Alain Sarde, Lucky Red, Sociedad General de Televisión (Sogetel)
- Pays de production :  Espagne -  France -  Italie
- Langue originale : espagnol
- Format : couleurs - 1.85:1 - 35 mm (Kodak) - Dolby Digital
- Genre : drame psychologique, romance, thriller, science-fiction
- Durée : 117 minutes
- Lieux de tournage : Madrid (notamment la Tour Picasso pour la scène finale)
- Dates de sortie : 
  - Espagne : 19 décembre 1997
  - Italie : 7 août 1998
  - France : 18 novembre 1998

## Distribution
- Eduardo Noriega (VF : Emmanuel Salinger) : César, l'homme défiguré
- Penélope Cruz (VF : Barbara Delsol) : Sofía, la conquête de César
- Chete Lera (VF : Michel Papineschi) : Antonio, le psychiatre
- Fele Martínez : Pelayo, l'ami de César
- Najwa Nimri : Nuria, l'ex de César
- Gérard Barray : Serge Duvernois, le représentant de Life Extension
- Jorge de Juan (VF : Bruno Choël) : le responsable de Life Extension
- Joserra Cadiñanos (VF : Philippe Catoire) : le gardien de prison
- Miguel Palenzuela : le commissaire
- Pedro Miguel Martínez : le chef médecin
- Fanny Gautier : réceptionniste chez Life Extension.

## Autour du film
Le réalisateur Alejandro Amenábar, ainsi que son co-scénariste Mateo Gil, font un caméo, dans la scène des toilettes de la discothèque,.
Ce film a fait l'objet d'un remake américain, Vanilla Sky, réalisé par Cameron Crowe, avec Tom Cruise dans le rôle principal. Penélope Cruz, déjà présente dans le film originel, reprend également son rôle dans celui-ci.

## Commentaires
Les thèmes généraux et de non-réalité dans Ouvre les yeux, ainsi que la structure narrative, sont très semblables à ceux utilisés dans le roman Ubik de Philip K. Dick, mais le réalisateur l'explique par une simple coïncidence. De nombreux éléments de l'histoire rappellent Le Temps incertain de Michel Jeury (traduit en El tiempo incierto en espagnol et Chronolysis en anglais) : rêve lucide, accident de voiture, mutilation, médecin tentant de prendre le contrôle de la pensée du personnage… Le Temps incertain commence par une citation de Dick.
Ouvre les yeux fait partie de la liste des 1001 films à voir avant de mourir.